# Argentinos Juniors
Asociación Atlética Argentinos Juniors är en argentinsk fotbollsklubb som grundades i La Paternal, Buenos Aires den 15 augusti 1904. Har klättrat upp och ner mellan första och andra divisionen de senaste åren.
Laget, som har smeknamnet Bichos Colorados (svenska: röda skalbaggar), är en av de mest framgångsrika klubbarna med ungdomsverksamhet i Argentina. Bland berömda spelare som har fostrats i klubben finns Diego Maradona och Juan Román Riquelme. På grund av att de fortsätter att producera storstjärnor har klubbens ungdomsfotboll även fått smeknamnet El Semillero (svenska: plantskolan). Klubben är dock inte känd för en stor skara av supportrar.
Klubben spelar på Estadio Diego Armando Maradona som ligger i La Paternal i Buenos Aires och tar 24 800 vid fullsatt.

## Meriter
- Copa Libertadores:
  - Vinnare (1): 1985
- Primera División: (Nacional)
  - Vinnare (1): 1985
- Primera División: (Metropolitano)
  - Vinnare (1): 1984